# UFC Fight Night: McGregor vs. Siver
UFC Fight Night: McGregor vs. Siver（ユーエフシー・ファイトナイト：マクレガー・バーサス・シヴァー、別名UFC Fight Night 59）は、アメリカ合衆国の総合格闘技団体「UFC」の大会の一つ。2015年1月18日、マサチューセッツ州ボストンのTDガーデンで開催された。

## 大会概要
本大会ではコナー・マクレガーとデニス・シヴァーによるフェザー級ワンマッチが組まれた。
視聴者数275万1,000人はFOXスポーツ1の団体新記録となった。

### カード変更
負傷などによるカードの変更は以下の通り。
- フランシスコ・トレヴィーノ → フランキー・ペレス（第4試合）

- ホルヘ・マスヴィダル → グレイゾン・チバウ（第9試合）

- ルイス・テイラー → ロン・スターリングズ（第10試合）

- エディ・アルバレス → ドナルド・セラーニ（第11試合）

- ポール・フェルダー vs. ジョニー・ケース → フェルダーの移動により中止

- コンスタンティノス・フィリッポウ vs. ユライア・ホール → フィリッポウの負傷により中止

## 試合結果

### アーリープレリム
第1試合 フライ級ワンマッチ 5分3R
○  ジョビー・サンチェス vs.  松田干城 ×
3R終了 判定2-1（29-28、28-29、30-27）
第2試合 ライトヘビー級ワンマッチ 5分3R
○  ショーン・オコンネル  vs.  マット・ヴァン・ビューレン ×
3R 2:11 TKO（スタンドパンチ連打）

### プレリミナリーカード
第3試合 フェザー級ワンマッチ 5分3R
○  チャールズ・ローザ vs.  ショーン・ソリアーノ ×
3R 4:43 ダースチョーク
第4試合 ライト級ワンマッチ 5分3R
○  ジョニー・ケース vs.  フランキー・ペレス ×
3R 1:54 TKO（マウントパンチ）
第5試合 フライ級ワンマッチ 5分3R
○  パトリック・フロハン vs.  シェーン・ハウェル ×
3R終了 判定3-0（30-27、30-27、30-27）
第6試合 ライト級ワンマッチ 5分3R
○  クリス・ウェイド vs.  チャン・リーペン ×
3R終了 判定3-0（30-26、30-26、30-26）
第7試合 ウェルター級ワンマッチ 5分3R
○  ロレンツ・ラーキン vs.  ジョン・ハワード ×
1R 2:17 TKO（パウンド）
第8試合 ウェルター級ワンマッチ 5分3R
○  カハル・ペンドレッド vs.  ショーン・スペンサー ×
3R終了 判定3-0（29-28、30-27、30-27）

### メインカード
第9試合 ライト級ワンマッチ 5分3R
○  グレイゾン・チバウ vs.  ノーマン・パーク ×
3R終了 判定2-1（29-28、28-29、29-28）
第10試合 ミドル級ワンマッチ 5分3R
○  ユライア・ホール vs.  ロン・スターリングズ ×
1R 3:37 TKO（ドクターストップ）
第11試合 ライト級ワンマッチ 5分3R
○  ドナルド・セラーニ vs.  ベン・ヘンダーソン ×
3R終了 判定3-0（29-28、29-28、29-28）
第12試合 フェザー級ワンマッチ 5分5R
○  コナー・マクレガー vs.  デニス・シヴァー ×
2R 1:54 TKO（マウントパンチ）

### 各賞
ファイト・オブ・ザ・ナイト： ショーン・オコンネル  vs. マット・ヴァン・ビューレン
パフォーマンス・オブ・ザ・ナイト： コナー・マクレガー、ロレンツ・ラーキン
各選手にはボーナスとして5万ドルが支給された。